# Wielka encyklopedia tatrzańska
Wielka encyklopedia tatrzańska – polska encyklopedia wiedzy o Tatrach (tatrologii). Jest to fundamentalne dzieło znawców Tatr – Zofii Radwańskiej-Paryskiej i Witolda Henryka Paryskiego, którzy przez 60 lat chodzili po Tatrach i zajmowali się ich badaniem. Encyklopedia obejmuje całość problematyki tatrzańskiej. Zawiera wiadomości z topografii Tatr, historii, geografii, przyrody, turystyki, etnografii, geologii, taternictwa, a także zdjęcia, rysunki i mapy. Książka ma 1556 stron. Pierwsze książkowe wydanie pojawiło się w 1995, potem było jeszcze wznawiane w 2004. Obydwa wydania pojawiły się z 3 wersjami okładki: płótno, skóra i półskórek. Encyklopedia wydana została w Poroninie przez Wydawnictwo Górskie. Ponadto wyszła wersja multimedialna na płycie CD-ROM. Zawierała ona łącznie ok. 6000 haseł, 1200 grafik (w tym panoramy), a także nagrania gwary i muzyki górali polskich i słowackich oraz 60 interaktywnych map graniowych.
Na nazewnictwie topograficznym Wielkiej encyklopedii tatrzańskiej w dużym stopniu opiera się nazewnictwo tatrzańskie przyjęte w polskiej Wikipedii. W internecie dostępna jest również sieciowa wersja tej encyklopedii (link).